# Nicolae Sava
Nicolae Sava (n. 23 octombrie 1950, Neamț) este un poet român. Membru al Uniunii Scriitorilor din România.

## Date biografice
Nicolae Sava s-a născut la data de 23 octombrie 1950 în comuna Vînători din județul Neamț. Acesta și-a început studiile liceale la Liceul "Ștefan cel Mare" și le-a terminat la Liceul "Agroindustrial" din Târgu Neamț. În prezent este redactor la ziarul Ceahlăul din Piatra Neamț.
Acesta a început studiile liceale la Liceul "Ștefan cel Mare" și le-a terminat la Liceul "Agroindustrial" din Târgu Neamț.
După finalizarea studiilor, a lucrat în diverse meserii, precum cărămidar, muncitor pe un șantier bucureștean, profesor suplinitor de matematică în satul Târpești sau hamal în Portul Constanța.
La Constanța, acesta a publicat primele versuri în revista "Tomis", în luna octombrie 1969. Din anul 1971, și-a continuat activitatea profesională la Autobaza de transporturi auto din Târgu Neamț, unde a deținut diverse funcții timp de 20 de ani, cum ar fi taxator, împiegat de mișcare, controlor trafic auto, șef de autogară, tehnician salarizare sau șef de cadre.
Începând cu luna februarie a anului 1990, acesta a devenit redactor la ziarul județean "Ceahlăul" din Piatra Neamț.
Debutează, grație poetului Emil Brumaru, în februarie 1981, în suplimentul litarara al ziarului "Scânteia tineretului", "Confluențe", devenit ulterior Suplimentul Literar-Artistic al Scânteii Tineretului. Debutul editorial are loc în "Caietul debutanților 1980-1981" al Editurii "Albatros", cu un grupaj de poeme în proză intitulat "Despre prietenie". În anul 1981 ia Premiul pentru debut al revistei SLAST. Câștigă concursul de debut în volum de la Editura Junimea în anul 1981, dar volumul premiat "Fericit precum mirele" este publicat abia  în 1984 (deși anul de apariție al cărții este 1983). Cartea de debut individual în volumul “Fericit precum mirele” ia premiul CC al UTC pentru poezie în anul 1984. Cea de-a treia apariție editorială se produce tot la Editura "Junimea", în anul 1989, cu volumul "Privighetoarea" (titlu inițial "Privighetoarea arsă", dar neacceptat de cenzură).
Despre poezia lui Nicolae Sava au scris criticii literari Al. Călinescu, Val Condurache, Nicolae Ciobanu, Lucian Alexa, Dan Silviu Boerescu, Daniel Dimitriu, Mircea A. Diaconu, Dumitru Ion Denciu, Gheorghe Grigurcu, Cristian Livescu, Romul Munteanu, Al. Piru, Gabriel Rusu, Ion Rotaru, Ion Roșioru, Radu G. Țeposu, Alexandru Ion, Laurențiu Ulici, Geo Vasile, poeții Adrian Alui Gheorghe, Ion Beldeanu, Emil Brumaru, Nichita Danilov, Gellu Dorian, Dumitru Chioaru, Danile Corbu, Nicolae Coande, Radu Florescu, Mihail Gălțanu, Ion Tudor Iovian, Cezar Ivănescu, Ioan Moldovan, Emil Nicolae, Nicolae Panaite, Cassian Maria Spiridon, Liviu Ioan Stoiciu, Ion Vădan. Fișe ale scriitorului sau comentarii despre poezia sa apar în volume și în unele dicționare, istorii literare sau volume de critica literara semnate de criticii literari Radu G. Leposu, Mircea A. Diaconu, Ion Rotaru, Gheorghe Grigurcu, Nicolae Oprea, Ion Bogdan Lefter, Marian Popa, Dumitru Micu.
Din februarie 1990 devine membru al Uniunii Scriitorilor și membru al Uniunii Ziariștilor Profesioniști din Romania. În 1995 publică la Editura "Panteon" din Piatra Neamț volumul de poeme "Viață publică", iar în 1997 la Editura "Axa" din Botoșani, în colecția "La steaua. Poeți opzeciți", volumul "Proză, domnilor, proză!". I se acordă pentru volumul "Viață publică" Premiul special al Festivalului internațional de poezie de la Sighetul Marmației în 1996, iar pentru "Proză, domnilor, proză!" - Premiul Salonului internațional de carte de la Oradea în anul 1998. Ultimul dintre volumele sale, “Insolența nopților”, apărut în 2004 la Editura “Axa”, Botoțani, a obținut Premiul Uniunii Scriitorilor, Filiala Iași pentru poezie pe anul 2004. În anul 2010 i se decernează Premiul de Excelență al Filialei Iași a Uniunii Scriitorilor. Alte volume publicate: "In aripi de gala", Editura "Dacia XXI", Cluj Napoca, 2011; "Privighetoarea arsa", Editura "TipoMoldova", Iasi, 2011.
A publicat poeme în majoritatea revistelor literare din țară. Textele sale au fost traduse și publicate în limbile italiană, franceză și germană, fiind prezent în antologiile “Appoggiato ad un libro fiorito” (Italia, Genova, 2001), “Poesie d’aujourd’hui” (Franța, Marsilia, 2005), “Abgenutzter Engel” ( Germania, Kastellaun, 2003).
Este membru fondator al Grupului de la Durău și al revistei literare "Antiteze" din Piatra Neamț.

## Debut
- În revista Tomis, poezie, 1969.

## Volume publicate
- Despre prietenie în Caietul debutanților, Ed. Albatros, 1981;
- Fericit precum mirele, Ed. Junimea, 1983;
- Privighetoarea, Ed. Junimea, 1989;
- Viață publică, Ed. Panteon, 1995;
- Proză, domnilor, proză!, Ed. Axa, 1997.
- Insolenta noptilor, Ed. Axa, 2004;
- In aripi de gala, Ed. Dacia XXI, 2011;
- Privighetoarea arsa", Ed. TipoMoldova, 2011.
- Umbra mea suficienta, Ed. Junimea, iasi, 2021.

## Premii
- Premiul Editurii Junimea și premiul CC al UTC, premiul Suplimentului literar-artistic al Scânteii tineretului pentru debut, 1981;
- Premiul special al Festivalului internațional de poezie de la Sighetul Marmației, 1996;
- Premiul Salonului Internațional de Carte de la Oradea.
- Premiul Hyperion, 2005.
- Premiul pentru poezie al revistei Convorbiri literare, 2008.
- Premiul pentru poezie al Filialei Iasi a Uniunii Scriitorilor, pentru volumul Insolenta noptilor , 2004.
- Premiul de Excelenta al Uniunii Scriitorilor, Filiala Iasi, 2010.